# 第3次超級機器人大戰α 終焉之銀河
《第3次超級機器人大戰α 終焉之銀河》（日语：第3次スーパーロボット大戦α 終焉の銀河へ）為萬普於2005年7月28日發行的回合制戰略RPG。簡稱「機戰α3」「SRWα3」「機戰Alpha 3」「SRW Alpha 3」。

## 概要
以SD比例表現的機器人跨界作品「超級機器人大戰系列」作品之一。
本作是《超級機器人大戰α》開始、系列範疇的「α系列」的第4作。《超級機器人大戰α外傳》與《第2次超級機器人大戰α》為續篇的α系列的完結作品。作為α系列的總結，使用了「終焉之銀河（終焉の銀河へ）」的副標題。外宇宙的威脅再度登場，描寫席捲著全宇宙的戰爭。全60話。
作為PlayStation 2用軟體原先預定於2005年7月14日發售，「為了提昇作品的品質」而延期至同年7月28日。發售同日《超級機器人大戰α PREMIUM EDITION》、包括前作3片的同捆包也發售。之後在2006年6月8日發售了PlayStation 2 the Best版（廉價版）。
萬普原創的一部分機體（ベルグバウ）與的座機造型由金子一馬繪畫設定，斷空我的戰鬥畫面與Cut In是出自於《超獸機神斷空我》本編機械設定與動畫師的大張正己、啟用了公司外部的工作人員。
於「PlayStation Awards 2006」獲得（累計出貨數50萬套以上100萬套未滿的作品給予的稱號）受賞。

## 參戰作品

### 一覽
★標誌為系列作初參戰作品、☆標誌為在家用機中的初參戰作品。α標誌為從α系列回歸的作品
- α超獸機神斷空我（超獣機神ダンクーガ）
- 戰國魔神豪將軍（戦国魔神ゴーショーグン）
- α新世紀福音戰士（新世紀エヴァンゲリオン）
- α新世紀福音戰士 劇場版（新世紀エヴァンゲリオン 劇場版）
- 传说巨神伊迪安（伝説巨神イデオン）
- 勇者王GaoGaiGar（勇者王ガオガイガー）
- ★勇者王GaoGaiGar FINAL（勇者王ガオガイガー FINAL）
- ★電腦戰機VIRTUAL-ON ORATORIO TANGRAM（電脳戦機バーチャロン オラトリオ・タングラム）
- ★電腦戰機VIRTUAL-ON MARZ（電脳戦機バーチャロン マーズ）
- 機動戰士GUNDAM0083 STARDUST MEMORY（機動戦士ガンダム0083 STARDUST MEMORY）
- 機動戰士Z GUNDAM（機動戦士Ζガンダム）
- 機動戰士GUNDAM ZZ（機動戦士ガンダムΖΖ）
- 機動戰士GUNDAM 馬沙之反擊（機動戦士ガンダム 逆襲のシャア）
- 新機動戰記GUNDAM W 無盡的華爾茲（新機動戦記ガンダムW Endless Waltz）
- ★機動戰士GUNDAM SEED（機動戦士ガンダムSEED）
- 無敵鋼人泰坦3（無敵鋼人ダイターン3）
- 鐵甲萬能俠（マジンガーZ）
- 鐵甲萬能俠2號（グレートマジンガー）
- 三一萬能俠（ゲッターロボ）
- 三一萬能俠G（ゲッターロボG）
- 真·三一萬能俠（原作漫画版）（真・ゲッターロボ（原作漫画版））
- 鋼鐵吉克（鋼鉄ジーグ）
- 超力電磁俠（超電磁ロボ コン・バトラーV）
- V型電磁俠（超電磁マシーン ボルテスV）
- 鬥將大武士（闘将ダイモス）
- 大空魔龍（大空魔竜ガイキング）
- α勇者雷登（勇者ライディーン）
- α飛越巔峰（トップをねらえ!）
- α超時空要塞 愛、還記得嗎？（超時空要塞マクロス 愛・おぼえていますか）
- αMacross Plus（マクロスプラス）
- ☆α超時空要塞7（マクロス7）
- 萬普原創（バンプレストオリジナル）

### 解說
全31作品，是α系列參戰作品最多，初參戰作品為《勇者王GaoGaiGar Final》、《電腦戰機VIRTUAL-ON ORATORIO TANGRAM》、《電腦戰機VIRTUAL-ON MARZ》、《機動戰士鋼彈SEED》4部作品。
《超時空要塞7》為家用機初參戰。雖然沒有明記參戰作品、遊戲《新世紀福音戰士2》的EVA初號機F型裝備也在遊戲中登場。
《機動戰士鋼彈SEED》是《第2次α》發售後進行的問卷調查「下次想要參戰的作品」為人氣最高的作品、才得以實現在本作品的參戰。因《機動戰士鋼彈SEED》參戰的影響、本作的首周銷售量是過去系列以來的最高記錄。
《勇者王GaoGaiGar Final》本來是沒有預定參戰，由於作品的範疇與本作十分搭調，在經過嘗試後開發人員最後決定加入本作的參戰陣容。
《電腦戰機VIRTUAL-ON ORATORIO TANGRAM》、《電腦戰機VIRTUAL-ON MARZ》以遊戲作品的名義登場。作為今後讓遊戲作品也能夠參戰的可能性，遊戲製作人亙重郎做出了肯定的回應而得以參戰。這兩作品在故事當中有著特別待遇。的聲優由SEGA社員光吉猛修所擔任。
《傳說巨神伊甸王》、《飛越巔峰》兩作品在α系列的最終作登場，在「α」系列的開發當初是決定好的事情。
還有，把遊戲一次全破之後，可以重現《傳說巨神伊甸王》本篇最後結局的特殊結局。
《超時空要塞7》在《第2次α》的製作時期時已決定參戰。同作品在設定上距離《超时空要塞》已經有30年以上的時間。麥克斯米利安·吉納斯（マクシミリアン・ジーナス）與米莉亞·芬莉娜·吉納斯（ミリア・ファリーナ・ジーナス）等，跨越兩作品的登場角色，吉納斯夫妻的女兒米蓮·吉納斯（ミレーヌ・ジーナス）登場。本作在與戰鬥過後（《α》）沒有經過多少時間，Macross7船團為何經過30年以上的時間有著特別的理由。
《第2次α》的關係人物登場的《超機大戰SRX》的主要角色再度登場，跟前作《第2次α》的參戰名義同樣是《萬普原創》。

### 封面登場機體
- 鐵甲萬能俠（鐵甲萬能俠）
- EVA初號機（新世紀福音戰士）
- VF-1S・S女武神B（超時空要塞 愛、還記得嗎？）
- 鐵木真747J（電腦戰機VIRTUAL-ON MARZ）
- （勇者雷登）
- （傳說巨神伊迪安）
- 自由GUNDAM（機動戰士高達 SEED）
- 凱王（大空魔龍）
- Star GaoGaiGar（勇者王GaoGaiGar）
- 斷空我（超獸機神斷空我）
- GunBuster（飛越巔峰）
- （V型電磁俠）

## 工作人員
製作人
寺田貴信、じっぱひとからげ、菊池博
監督
名倉正博、安斉誠
劇本
名倉正博、寺田貴信、千住京太郎
原創機械設計
宮武一貴、カトキハジメ(角木肇)、金子一馬、永井豪、石川賢、丸山功一、藤井大誠、吉野修広、富士原昌幸、大輪充、杉浦俊朗、安藤弘、小野聖二、金丸仁、土屋英寛
原創人物設計
河野さち子
原画・監修
杉浦俊朗
聲音／SE
サラマンダー・ファクトリー

## 主題曲
片頭曲「GONG」
- 作詞：影山浩宣
- 作・編曲：河野陽吾
- 歌：JAM Project

片尾曲「Brother in Faith」
- 作詞：奧井雅美
- 作曲：影山浩宣
- 編曲：河野陽吾
- 歌：JAM Project

## 連結
- 官方网站 （页面存档备份，存于）（日語）